# Ismaila occulta
Ismaila occulta är en kräftdjursart som beskrevs av Ho 1981. Ismaila occulta ingår i släktet Ismaila och familjen Splanchnotrophidae. Inga underarter finns listade i Catalogue of Life.